# Asialeyrodes dubius
Asialeyrodes dubius es un hemíptero de la familia Aleyrodidae, con una subfamilia: Aleyrodinae.
Fue descrita científicamente por primera vez por Martin & Mound en 2007.